# Жорди Говеа
Жорди Хаир Говеа Мерлин (на испански: Jordi Jair Govea Merlín) е еквадорски футболист, който играе на поста ляв бек. Състезател на Берое.

## Кариера
Говеа е бивш футболист на втория отбор на Синсинати.
На 27 юни 2023 г. Жорди е обявен за ново попълнение на старозагорския Берое. Дебютира на 14 юли при победата с 1:2 като гост на Пирин (Благоевград).